# 2012년 WK리그
WK리그 2012는 WK리그의 4번째 시즌이다. WK리그의 메인 스폰서인 중소기업은행과 1년간 타이틀 스폰서 계약을 맺음에 따라 2012년 시즌 WK리그는 IBK기업은행 2012 WK리그로 진행했다.
8개 팀이 세 번씩 맞붙는 21라운드의 정규 라운드와 정규 리그 1위 팀을 제외한 상위 두 개 팀이 치르는 플레이오프로 이루어졌고, 정규 리그 1위 팀과 플레이오프 승자가 맞붙는 챔피언 결정전으로 리그 우승팀을 가렸다. 경기는 홈 앤 어웨이로 치러지지 않고 4개 지역을 순회하며 열렸고, 모든 경기는 월요일에 열렸다. 정규리그 1위 팀 고양 대교가 우승을 차지하였다.

## 참가 팀
| 클럽명                   | 지난 시즌 순위 | 창단 연도 | 리그참가 횟수 |
| ------------------------ | -------------- | --------- | ------------- |
| 고양 대교                | 1위            | 2002      | 4             |
| 부산 상무                | 4위            | 2007      | 4             |
| 서울시청 아마조네스      | 6위            | 2004      | 4             |
| 수원 FMC                 | 3위            | 2008      | 4             |
| 인천 현대제철 레드엔젤스 | 2위            | 1993      | 4             |
| 전북 KSPO                | 7위            | 2011      | 2             |
| 충남 일화 천마           | 5위            | 2006      | 4             |
| 충북 스포츠토토          | 8위            | 2011      | 2             |

## 경기장
| 경기장           | 위치            | 수용 인원 |
| ---------------- | --------------- | --------- |
| 강릉종합운동장   | 강원도 강릉시   | 26,000    |
| 고양종합운동장   | 경기도 고양시   | 41,311    |
| 보은공설운동장   | 충청북도 보은군 | 6,000     |
| 화천생활체육공원 | 강원도 화천군   | 3,000     |

## 순위

### 리그
| 순위 | 팀                       | 경기 | 승 | 무 | 패 | 득 | 실 | 차  | 승점 | 참가 자격 및 강등  |
| ---- | ------------------------ | ---- | -- | -- | -- | -- | -- | --- | ---- | ------------------ |
| 1    | 이천 대교                | 21   | 17 | 2  | 2  | 54 | 11 | +43 | 53   | 챔피언 결정전 진출 |
| 2    | 인천 현대제철 레드엔젤스 | 21   | 16 | 2  | 3  | 43 | 17 | +26 | 50   | 플레이오프 진출    |
| 3    | 화천 KSPO                | 21   | 10 | 2  | 9  | 30 | 32 | -2  | 32   | 플레이오프 진출    |
| 4    | 대전 스포츠토토          | 21   | 7  | 5  | 9  | 31 | 43 | -12 | 26   |                    |
| 5    | 서울시청                 | 21   | 5  | 9  | 7  | 26 | 29 | -3  | 24   |                    |
| 6    | 수원 FMC                 | 21   | 6  | 6  | 9  | 29 | 39 | -10 | 24   |                    |
| 7    | 충남 일화 천마           | 21   | 3  | 6  | 12 | 16 | 30 | -14 | 15   |                    |
| 8    | 부산 상무                | 21   | 2  | 4  | 15 | 25 | 53 | -28 | 10   |                    |

* 마지막 업데이트 : 2012년 9월 17일
* 출처 : WK리그 공식 웹사이트
* 순위 결정방식 : 
1) 승점; 2) 골 득실차; 3) 득점 수.
* (C) = 우승; (R) = 강등; (P) = 승격; (O) = 플레이오프 승리; (A) = 다음 라운드 진출 
* 시즌이 끝나지 않은 경우만 사용되는 표시: 
(Q) = 대항전 진출 자격이 됨; (TQ) = 대항전 진출 자격이 됐으나 진출할 라운드가 정해지지 않음; (RQ) = 강등 결정전 진출 자격이 됨; (DQ) = 대항전 진출 자격을 잃음.

### 플레이오프
| 2012년 9월 24일 | 인천 현대제철 레드엔젤스             | 3 – 2 | 전북 KSPO               | 화천생활체육공원, 화천      |  |  |
| 19:00 (UTC+9)   | 이민아 26′ · 조소현 59′ · 임선주 85′ |       | 최은지 24′ · 장정희 81′ | 관중 수: 1,000 심판: 이용운 |  |  |
|                 |                                      |       |                         |                             |  |  |

### 챔피언 결정전

#### 1차전
| 2012년 10월 22일 | 인천 현대제철 레드엔젤스 | 1 – 0 | 고양 대교 | 보은공설운동장, 보은 |  |  |
| 19:00 (UTC+9)    | 이예은 51′               |       |           |                      |  |  |
|                  |                          |       |           |                      |  |  |

#### 2차전
| 2012년 10월 29일 | 고양 대교                    | 3 – 1 | 인천 현대제철 레드엔젤스 | 고양종합운동장, 고양 |  |  |
| 19:00 (UTC+9)    | 최웅비 14′ · 차연희 75′, 79′ |       | 전가을 90+1′             |                      |  |  |
|                  |                              |       |                          |                      |  |  |

| WK리그 우승                             |
| 고양 대교                               |
| WK리그 2009 · WK리그 2011 · WK리그 2012 |
| 제4대 WK리그 챔피언 (3회 우승)          |
| --------------------------------------- |
| 2009년･2011년･2012년                    |